# Disputa atea
- No confundir con la disputa de 1846 en Zúrich entre August Ludwig Follen y Arnold Ruge.

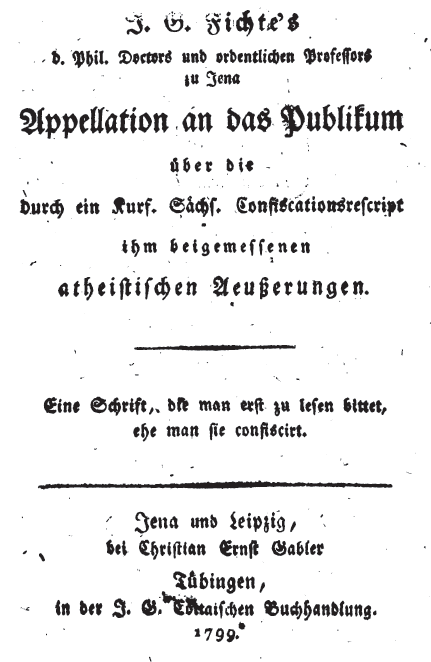
Llamamiento al público

La disputa atea fue un evento en la historia cultural alemana que ocurrió entre 1798 y 1800 y tuvo efecto en la filosofía alemana de finales del siglo XVIII y principios del XIX.

## Historia
En 1798, Johann Gottlieb Fichte fue acusado de ateo tras publicar su ensayo  “Über den Grund unsers Glaubens an eine göttliche Weltregierung” (Sobre la base de nuestra creencia en un gobierno divino del mundo) que había escrito en respuesta al ensayo de Friedrich Karl Forberg “Desarrollo del concepto de religión” en su Philosophische Journal.
Forberg había afirmado que los no creyentes tenían moral si actuaban como si existiera un dios omnisciente y omnipotente. En su ensayo, Fichte trataba de esbozar algunas de sus ideas preliminares sobre filosofía de la religión formuladas en su  “Wissenschaftslehre” (doctrina de la ciencia). Él caracterizaba a dios como el orden moral del mundo.
Sobre la base de nuestra creencia en un gobierno divino del mundo provocó la publicación de un ensayo anónimo que acusaba tanto a Fichte como a Forberg de ateos y le pedía la dimisión de su puesto en la Universidad de Jena. Tras la disputa se publicaron muchos ensayos tanto a favor como en contra de Fichte. Friedrich Heinrich Jacobi publicó su famosa "Carta abierta a Fichte", en la que igualaba la filosofía en general y la filosofía trascendental de Fichte al nihilismo.
Esta disputa provocó que las autoridades alemanas hicieran desaparecer el ensayo original además de amenazar a la Universidad de Jena. Fichte se vio obligado a renunciar a su cargo y huir a Berlín como resultado de sus declaraciones anteriores en las que amenazó con renunciar si fuera objeto de una reprimenda oficial del gobierno.

## Trabajos relacionados
- J. G. Fichte: “On the Ground of Our Belief in a Divine World-Governance”
- F. K. Forberg: “Development of the Concept of Religion”
- Anonymous: A Father’s Letter to his Student Son about Fichte’s and Forberg’s Atheism
- Federico Augusto I de Sajonia: “Saxon Letter of Requisition to the Weimar Court”
- Karl August, Grand Duke of Saxe-Weimar-Eisenach: “Weimar Rescript to the University of Jena”
- J. G. Fichte: Appeal to the Public
- Karl Leonhard Reinhold: “Letter to Fichte”
- J. G. Fichte: Juridical Defense
- Ernst Ludwig II, Duke of Saxe-Meiningen: “Gotha Rescript to the University of Jena”
- Students of the University of Jena: “First Petition to Karl August of Saxony–Weimar–Eisenach”
- Karl August: “First Reply to the University of Jena”
- Students of the University of Jena: “Second Petition to Karl August of Saxony–Weimar–Eisenach”
- Karl August: “Second Reply to the University of Jena” 215
- J. G. Fichte: “From a Private Letter”
- F. H. Jacobi: "Letter on Fichte"